# Catarina de Brandemburgo
Catarina de Brandemburgo (em alemão:  Katharina, em húngaro:  Katalin; Königsberg, 28 de maio de 1602 – Schöningen, 27 de agosto de 1649)  foi uma nobre prussiana, que foi princesa da Transilvânia como esposa de Gabriel Bethlen. Depois da morte dele, governou como princesa eleita da Transilvânia de 1629 a 1630, até ser obrigada a abdicar pela nobreza. Em conflito com o seu antigo cunhado, o governador do principado Estêvão Bethlen, Catarina elegeu o sucessor dele Jorge I Rákóczi, com a ajuda do Império Otomano e dos nobres do principado. Após voltar para a Alemanha, ali viveu ao lado do segundo marido, Francisco Carlos de Saxe-Lauemburgo, vindo a falecer em 1649.

## Família
Catarina foi a terceira filha e quarta criança nascida de João Segismundo, Eleitor de Brandemburgo e da duquesa Ana da Prússia.
Os seus avós paternos eram Joaquim III Frederico, Eleitor de Brandemburgo e Catarina de Brandemburgo-Küstrin. Os seus avós maternos eram Alberto Frederico, Duque da Prússia e Maria Leonor de Cleves.
Ela teve sete irmãos, entre eles: Jorge Guilherme, Eleitor de Brandemburgo, marido de Isabel Carlota do Palatinado; Ana Sofia, esposa de Frederico Ulrico, Duque de Brunsvique-Luneburgo; Maria Leonor de Brandemburgo, consorte do rei Gustavo II Adolfo da Suécia, e mãe da rainha Cristina da Suécia, etc.

## Biografia

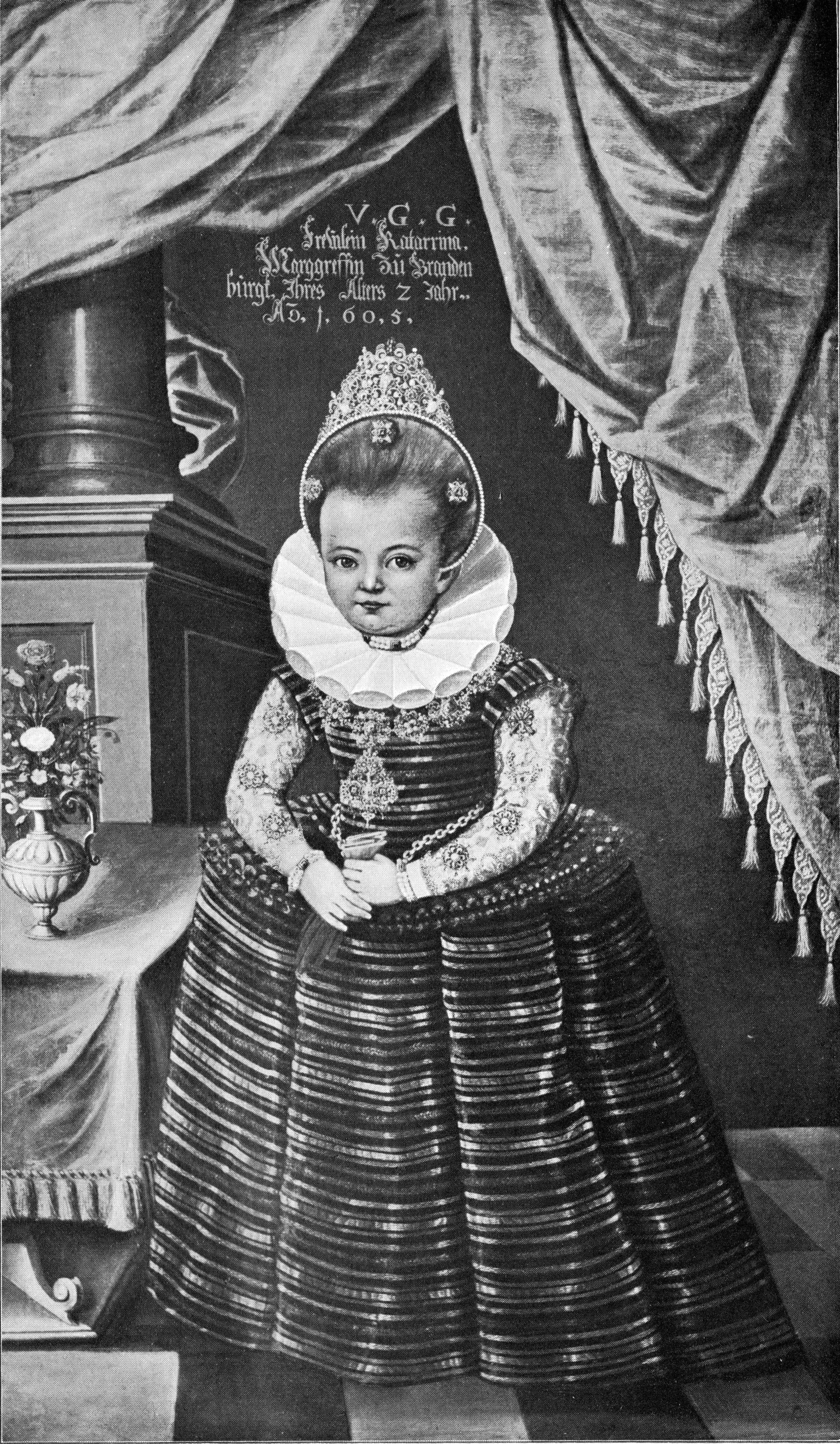
Catarina com cerca de 3 anos, em 1605.

Catarina cresceu na corte de Brandemburgo, no Castelo de Cölln. Em 1614, junto com os pais, ela se converteu do Luteranismo ao Calvinismo.
Em outubro de 1620, Catarina, aos 18 anos, e sua mãe, Ana, viajaram para Estocolmo para visitar sua irmã, a rainha Maria Leonor, que se casara há pouco tempo, com o rei Gustavo II Adolfo da Suécia. A jovem princesa sentiu-se tão confortável na corte sueca, que ficou mais de dois anos. Com seu estilo de vida, ele provocou o ressentimento de seu irmão, o eleitor Jorge Guilherme, que pagou a dívida da irmã com um nobre sueco, mas recusou-se a pagar várias centenas de táleres de dívidas de lojistas. Ela também era uma convidada frequente na corte de seus avós, em Königsberg. A princesa foi educada para se tornar uma consorte ideal e era "ricamente decorada com as virtudes adequadas à uma mulher nobre."

### Casamento
Gabriel Bethlen, que começou a sua carreira na corte de Sigismundo Bathóry, foi eleito príncipe da Transilvânia em 1613 com apoio do Império Otomano. Após a morte da esposa de Gabriel Bethlen, Susana Károlyi, ele procurava por outra esposa para ajudar no seu reconhecimento internacional como governante do Principado da Transilvânia. Para tal fim, ele pediu a mão da arquiduquesa Cecília Renata de Áustria da Casa de Habsburgo, filha mais nova do imperador Fernando II do Sacro Império Romano-Germânico, mas foi recusado pelo imperador, e ela acabou se casando com Ladislau IV Vasa da Polônia. Esta foi sua última tentativa de se unir à família Habsburgo, pois, anteriormente, ele também havia procurado se casar com a arquiduquesa Maria Ana, outra filha de Fernando II. Contudo, o imperador exigira que o príncipe e toda a Transilvânia se tornassem católicos, e que Bethlen deixasse todas as terras para sua esposa como herança, ou seja, para o estado austríaco como província.  Assim, na segunda metade do ano de 1625, ele propôs casamento à Catarina, o qual foi aceito pela princesa no dia 16 de setembro daquele ano, persuadida pela sua cunhada, Isabel Carlota do Palatinado, que era irmão de Frederico V, Eleitor Palatino. Antes dele, contudo, houve negociações da Casa de Hohenzollern para casar a jovem com o czar Miguel I da Rússia, porém, elas falharam em 1623.
O partido do eleitor Frederico V, Eleitor Palatino, o “Rei do Inverno” da Boêmia, foi o mais entusiástico defensor do plano de casar Catarina com Gabriel. Naquela época, estava sendo forjada a coalizão de Haia, na qual todas as potências protestantes deveriam se unir contra o partido dos Habsburgos, e o partido do Palatinado esperava que através de tal casamento vinculasse mais firmemente a Transilvânia à causa dos príncipes alemães protestantes. A esposa do eleitor, Isabel Stuart, trabalhava para esta ligação desde 1624 em Berlim. E, ao mesmo tempo, na corte da Transilvânia, Georg Volmar von Fahrensbach tentou fazer o príncipe Bethlen casar com a princesa de Brandemburgo em nome da condessa palatina. O rei Gustavo Adolfo II da Suécia também apoiou o plano de casamento porque esperava obter a ajuda militar de Bethlen contra a Polónia. Ele também queria finalmente forçar o hesitante eleitor Jorge Guilherme a tomar claramente partido contra o imperador.
Desta forma, este casamento político ajudou a fortalecer os laços de Gabriel com os protestantes do norte da Alemanha. Além disso, ele passaria ser parente por casamento do rei da Suécia, de Frederico V, Eleitor Palatino, e da família real dinamarquesa. O rei Sigismundo III Vasa da Polônia tentou impedir o casamento, mas não teve sucesso. Porém, para concluir o acordo, Gabriel foi obrigado a abrir mão de suas doze concubinas, o qual ele aceitou, achando que assim que ela chegasse no país, ele poderia tê-las de volta. Outra condição para a união seguir em frente estipulava que Catarina deveria ser eleita sucessora do marido Assim ele o fez, além de ter dado a Catarina os Castelos de Făgăraș e Munkácsi (também conhecido como Castelo Palanok) como posse pessoal, e uma mesada generosa.Ao mesmo tempo, Catarina e Gabriel renunciaram a todas as reivindicações de herança à Marca de Brandemburgo para si e seus descendentes, exceto no caso da extinção completa do Casa de Hohenzollern.
O casamento por procuração ocorreu em Berlim, em 12 de janeiro de 1626, com Jorge Rákóczi, futuro príncipe da Transilvânia, substituindo o noivo. Após a cerimônia na igreja, Catarina e Jorge, publicamente, se sentaram na cama por um tempo, como um símbolo da consumação do casamento. As festividades foram poucas, e, após quatro dias, a procissão nupcial que contava com sessenta carruagens cobertas de veludo vermelho partiu para Košice na Hungria (hoje parte da Eslováquia), com grande pompa. Para que acontecesse ali a cerimônia, Catarina impôs a condição ao noivo de que ele fizesse uma compensação aos mártires jesuítas que foram, alguns anos antes, executados naquela mesma cidade.
A noiva e o noivo entraram na cidade em 1 de março, com a princesa no centro da procissão, sentada numa carruagem coberta por veludo vermelho bordada com ouro, e decorada com prata e ouro, presente de príncipe Gabriel, segundo as tradições do Principado da Transilvânia. O noivo cavalgou ao lado da carruagem nupcial. A confirmação do casamento aconteceu em 2 de março de 1626. A cerimônia durou seis dias, com muita festa, banquetes, bailes de máscaras, danças, músicas e fogos de artifício, e a presença de músicos turcos. Durante o banquete, uma dança popular da Romênia também foi tocada.Originalmente, o casamento deveria ter ocorrido no dia 22 de fevereiro, porém, Catarina ficou doente durante a viagem.
O casamento teve a presença de muitos convidados ilustres: representantes do Imperador do Sacro Império Romano-Germânico e do Império Otomano, sendo que este enviou uma delegação de cerca de 500 pessoas; os emissários do Eleitor da Baviera, a delegação da Valáquia, enviados da Moldávia, emissários de diferentes duques poloneses, e o bispo da Cracóvia, representantes dos reis da Suécia, Dinamarca, Polônia e Espanha, além de enviados e presentes da Hungria e Transilvânia. Já a princesa veio com a delegação de Brandemburgo, que era a mais numerosa. Uma carta escrita na Transilvânia para a corte de Brandemburgo que diz respeito à chegada da princesa ressalta a importância da comitiva, sugerindo que Catarina deveria ir com seu agregado familiar inteiro "a fim de ser estimada e respeitada ao chegar". Tropas dos guardas de Brandemburgo também lideraram e seguiram a procissão da noiva que partiu de Berlim em 26 de janeiro de 1626.

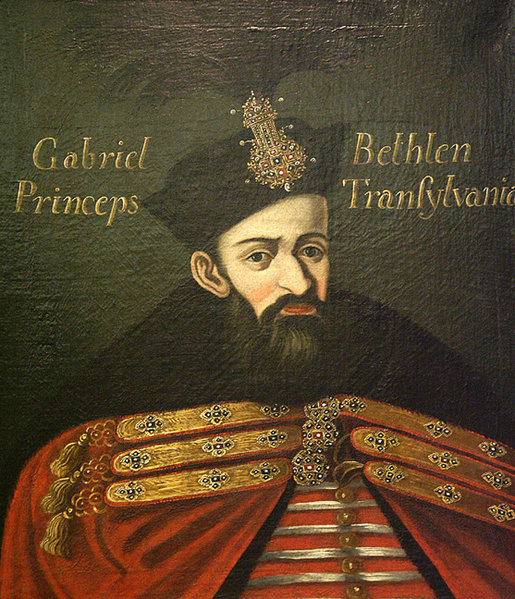
Pintura de Gabriel Bethlen do século XVII no Museu Nacional Húngaro.

O noivo era bem mais velho do que a noiva, aos 45 anos de idade. Segundo descrições contemporâneas de sua aparência ele tinha uma cabeça grande, olhos grande, uma boca larga e barba já grisalha. Gabriel também seguia a moda húngara da época, ao usar um tufo de cabelo, além de adorar luxo e roupas luxuosas, por isso, sua aparência era tida como respeitável a majestosa. Já a noiva tinha apenas 23 anos, e era considerada uma verdadeira beldade. Apesar de possuir baixa estatura, tinha uma silhueta bem formada e um rosto agradável. Segundo Dom Diego de Estrada, mestre de cerimônias na corte de Alba Iulia, Catarina tinha "uma pele branca como neve, seus olhos e testa eram muito bonitos; seus lábios eram um tanto quanto grossos e moles, traindo a linhagem da Casa da Áustria."
De acordo com a tradição alemã do presente matinal (Morgengabe), o príncipe presenteou a nova esposa com uma grande variedade de joias, incluindo colares de diamantes, pulseiras e anéis. Catarina também recebeu um vestido feito de um tecido especialmente valioso de ouro produzido em Constantinopla. Diferentes fontes relatam valores distintos das joias, porém, de acordo o Livro de Contas de Gabriel Bethlen, uma grande soma de dinheiro foi gasta em joias em 1625, e nos dois primeiros meses de 1626, havendo 130 entradas no livro que listam joias, pedras preciosas ou obras valiosas de ourives. Os itens mais caros foram: uma corrente de ouro (17.000 táleres), um colar curto (7.000 táleres) e um diamante (6.000 táleres), sendo que a maioria foi comprada em Făgăraș. Outros lugares foram Viena, Cracóvia e uma em Constantinopla. 

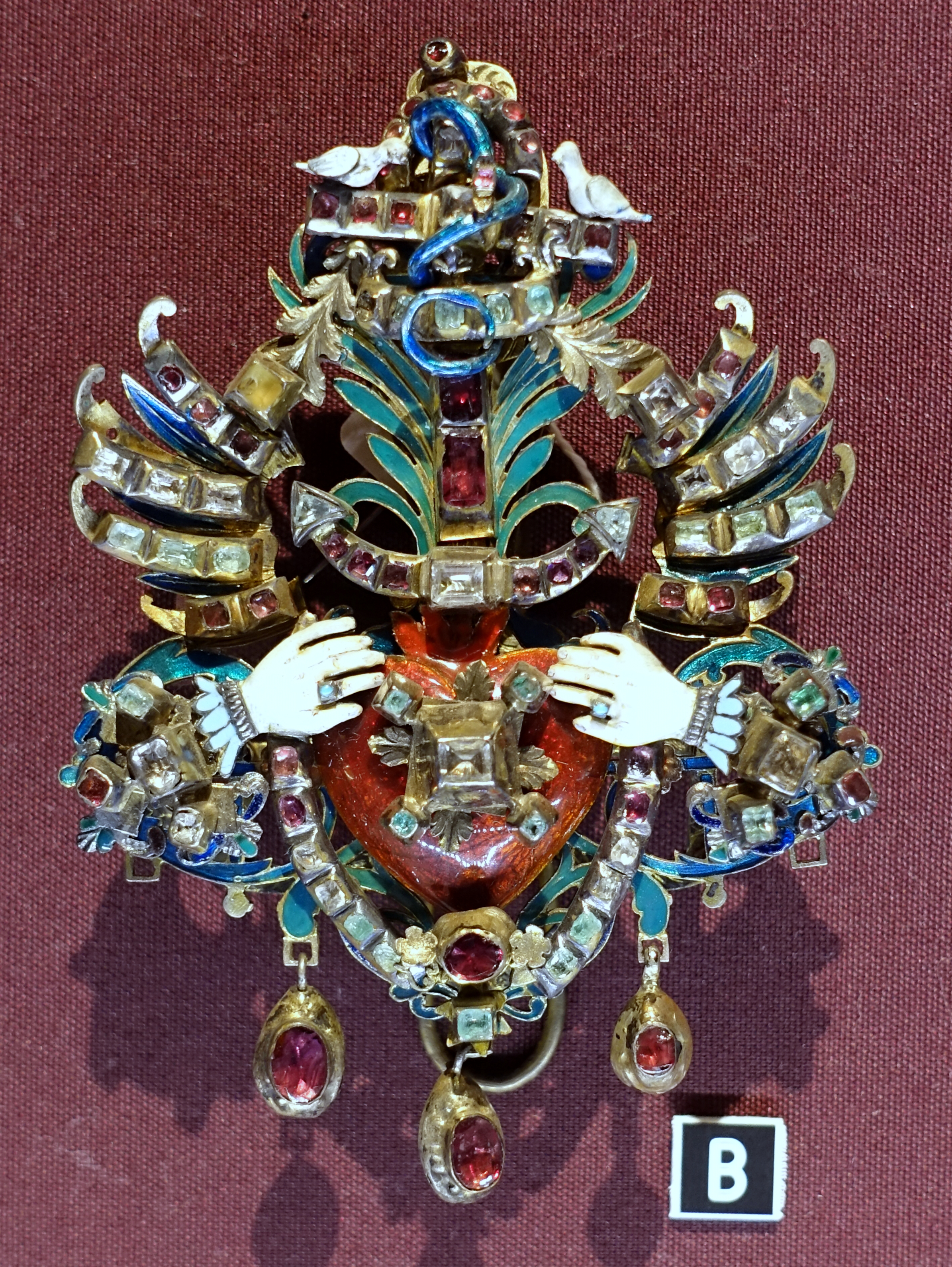
Um dos pingentes que foi presente de casamento do príncipe e princesa da Transilvânia em exibição no Museu de Arte & História, em Bruxelas, na Bélgica.

O casal também ganhou presentes das delegações estrangeiras, e de cidades da Hungria e Transilvânia; a maioria dos presentes eram obras de ourives. Apenas duas peças sobreviveram nos dias de hoje: um par de fivelas de cinto de prata, que contém as iniciais do casal, a data, assim como dois corações em chamas que estão gravados na parte de dentro, enquanto que o lado exterior é decorado com padrões de folhas e putti. A outra peça se trata de um pingente de prata, que, segundo a tradição, é um pingente que pertencia a um conjunto de seis peças semelhantes na época do casamento. No final do século XIX, ainda existiam cinco pingentes similares, sendo um de ouro, e quatro de prata, na posse de diferentes famílias importantes da Hungria. O pingente é feito de prata, ricamente decorado, mostrando um coração esmaltado no meio, segurado por um par de mãos, cada uma usando um anel. A moldura em volta do coração é decorada por esmeraldas e diamantes. Debaixo do coração há um crânio, com uma chave alojada na sua mandíbula, simbolizando fidelidade. Uma coroa está em cima do pingente, circundada por duas pombas brancas esmaltadas ao redor dela. Outros símbolos são uma serpente verde e uma âncora, sendo que a última forma uma cruz.

### Vida na corte
Após o casamento, o casal visitou várias cidades na Transilvânia, incluindo Sibiu e Alba Iulia. Eles foram cumprimentados com entusiasmo em todos os lugares pelos habitantes, em ruas adornadas com árvores de ciprestes e bétulas.
Além da grande diferença de idade entre os dois, outra barreira foi a comunicação, pois Catarina não falava húngaro como o marido, e sabia pouco de francês, e Gabriel também não falava alemão, a língua da esposa, e nem francês.
Conforme as condições do casamento, Catarina foi eleita sucessora do marido pela Dieta da Transilvânia, e ela fez o seu juramento solene junho de 1626, tendo sido eleita pela Dieta da Transilvânia em 12 de junho de 1626. Ao mesmo tempo, foi estabelecido como condição para a eleição que ele pudesse exercer o poder subordinado ao governador Estêvão Bethlen, irmão de Gabriel, e ao conselho principesco: "nada deve ser feito por sua majestade nos assuntos comuns do país sem a vontade e o conselho de sua majestade [o governador] e conselhos." Além disso, teve de nomear um tesoureiro para gerir as receitas do país, cabendo ao governador e ao conselho fornecer instruções ao tesoureiro. Ele também não poderia nomear estrangeiros para o conselho. Sua posição foi confirmada pela Sublime Porta, por meio dos esforços dos aliados neerlandeses e ingleses de Gabriel. O príncipe confirmou a eleição da esposa no seu testamento político, no qual ele notou que "talvez nenhuma outra mulher nobre e ilustre jamais tenha sido eleita."

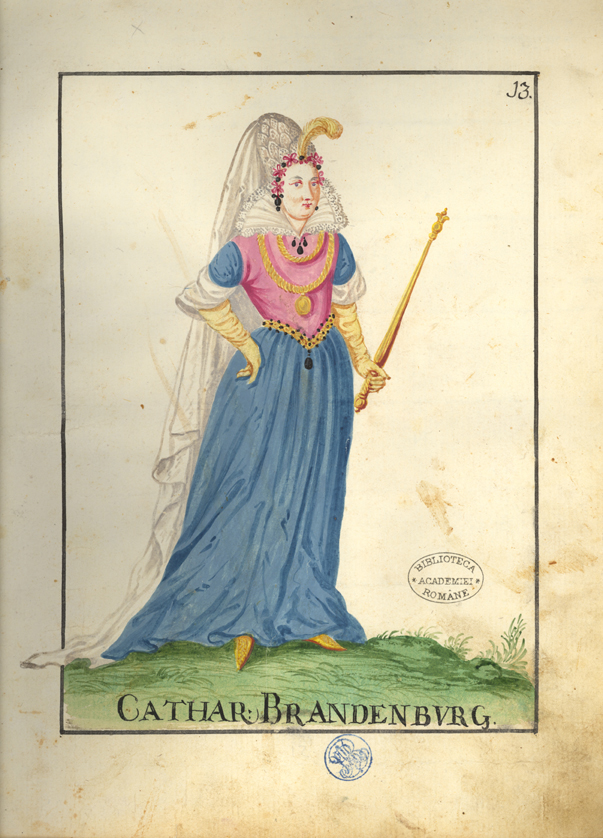
Ilustração de 1729 parte da coleção do Gabinete de Trajes Tradicionais da Transilvânia (Trachten-Kabinett von Siebenbürgen album), baseada numa pintura de aquarela de 1692 feita por uma artista de Graz; foi dada à Academia Romena pelo Barão Ludovic Czekelius de Rosenfeld.

Conhecida pelo seu estilo e amor pela esplendor, luxo e ostentação, a princesa Catarina transformou a Fortaleza de Alba Iulia num "templo de artes". Mobílias de luxo foram importadas do leste e oeste. As paredes dos salões e dormitórios foram cobertas por tapeçarias da Manufatura dos Gobelins de Nuremberga, Flandres e Itália, ou então pintadas por afrescos de cenas bíblicas. Ainda, sob sua influência, bailes de máscaras e festas aconteciam com mais frequência no Palácio, uma das razões pelas quais a nobreza passou a gostar dela.
Em 1628 a 1629, as festividades da casa principesca eram coordenadas pelo duque espanhol, Diego de Estrada. Ele chegou em Alba Iulia como um professor de dança, acompanhado por dez músicos, e logo foi notado e solicitado que ensinasse dança espanhola à princesa. Nas suas memórias, que descreve a vida na corte, ele sugere claramente que teve um caso de amor com Catarina. Ao escrever sobre uma festa de caça que ocorreu quando o príncipe Gabriel estava fora como parte de uma delegação - um período quando "banquetes e prazeres" eram incessantemente organizados - o duque confessa um momento de intimidade com a princesa, enquanto eles estavam longe do grupo principal:
"Eu a ajudei a desmontar do cavalo em meus braços, assim como ela ordenou, para comer o perdiz que eu trouxe [...] ela colocou os pedaços de perdiz na minha boca com sua própria mão."
Além disso, Diego ajudou a princesa a tirar os sapatos, um gesto que era julgado profundamente erótico. O príncipe Gabriel também tinha várias amantes, porém, em razão dos ideais da época, apenas Catarina recebeu uma má reputação devido a isso.
Além desse suposto caso com o duque espanhol, acredita-se que Catarina teve um caso com o médico da corte, o também alquimista Weickhardt Scultetus, que foi eventualmente assassinado em 1630, e jogado no Rio Olt pelos amigos da princesa. Segundo a autobiografia do príncipe João Kemény, ela teve um relacionamento "inadequadamente familiar" com um nobre da Morávia chamado Zierotin, que era o principal cavaleiro da princesa. Depois que o embaixador sueco chamou a atenção do príncipe Bethlen para o assunto, o dono do cavalo foi imediatamente afastado da corte. 
A princesa também se envolveu com Estêvão Csáki, conde de Cluj, um dos nobres católico mais proeminentes da Transilvânia, que costumava acessar o quarto da princesa através de escadas secretas. A sua paixão por esse homem elegante e nobre, que tinha a sua idade, não apenas a fez trair o marido, mas também revelar os seus sentimentos na presença da esposa do amante. Uma vez, quando estavam os três numa carruagem, a esposa de Csáki, "segurando um livro de orações em mãos e com lágrimas escorrendo pela face, olhou para o seu marido e Catarina se abraçando". O caso veio a público após a morte de Gabriel Bethlen, em 25 de novembro de 1629.

### Princesa eleita da Transilvânia
A morte de Bethlen provocou o surto de tensões, inimizades e rivalidades pela sucessão do poder. Como não tinha herdeiros direitos, no seu último testamento, ele designou a princesa a herdeira de seu "estado forte, autônomo e renomado na Europa." Ela passou a governar o principado com o auxílio de seu cunhado, Estêvão Bethlen, como governador, segundo a vontade de Gabriel. Devido a isso, o poder da princesa era bem limitado. A Sublime Porta validou a sua sucessão, sendo que a sua ascensão ocorreu sob a condição de que ela observasse várias provisões impostas pela Dieta de Alba Iulia de 1626.
Enquanto isso, ela foi apoiada e influenciada pelo amante, Estêvão Csáki. Catarina recebeu bem os aliados católicos do amante na sua corte. Logo, o nobre tomou posse de 7 condados reais, e os seus amigos também receberam terras. Segundo rumores, ele até mesmo convenceu Catarina a se converter ao Catolicismo em segredo, e também tentou fazê-la negociar com a Casa de Habsburgo. Assim, ela tentou a política de levar a Transilvânia de volta sobre a influência do imperador Fernando II do Sacro Império Romano-Germânico.
Devido aos seus atos no governo, ela não era vista com bom olhos pelo cunhado, Estêvão Bethlen, e pelo resto da nobreza, que preferia um líder forte para governar, como o antigo príncipe. Os nobres fizeram seis assembleias em um ano, onde foram capazes de reduzir os direitos de Catarina no governo, revogando muitos dos Atos de Bethlen. A partir daí, o direito de administrar a renda da princesa foi dado ao tesoureiro, o que deixou Catarina sem acesso ao dinheiro. Eles foram mais além, chegando a restringir o direito do conde Estêvão de ver a princesa pessoalmente. Ele somente poderia vê-la com a permissão do Conselho, e era apenas permitido que ele entrasse na Transilvânia com a aprovação do conselho.
Por fim, Estêvão Bethlen e os nobres do principado usaram as leis para privar a princesa de seus poderes e riqueza. Catarina foi forçada a abdicar menos de um ano após subir ao trono, em 28 de setembro de 1630, em favor do cunhado, Estêvão. Ela foi removida com base em imoralidade, a adoção secreta da religião católica, e uma falta de interesse no principado.
Contudo, o conde de Cluj não desistiu, e convocou um exército para atacar a Transilvânia. Foi nesse momento que Jorge Rákóczi (o homem que substituiu Gabriel no casamento por procuração anos atrás) entrou em cena, quando Bethlen pediu que ele impedisse Csáki. Jorge Rákóczi era o aristocrata mais poderoso no norte da Hungria, e, em troca de sua ajuda, Estêvão lhe ofereceu o trono do principado. Após a abdicação da princesa, Rákóczi lançou suas tropas contra Csáki. O exército de Rákóczi estava próximo do Castelo de Várad quando ficou sabendo que Estêvão Bethlen tinha sido eleito o novo príncipe da Transilvânia. Os dois, então, passaram a lutar pelo trono numa luta política feroz. Por fim, chegou a oportunidade de Catarina se vingar do ex-cunhado, ao votar contra ele e a favor de Jorge Rákóczi. De tal forma, os otomanos que não se importavam com quem seria o eleito a sentar no trono, emitiram dois documentos; um deles apontava Bethlen e o outro, Rákóczi.

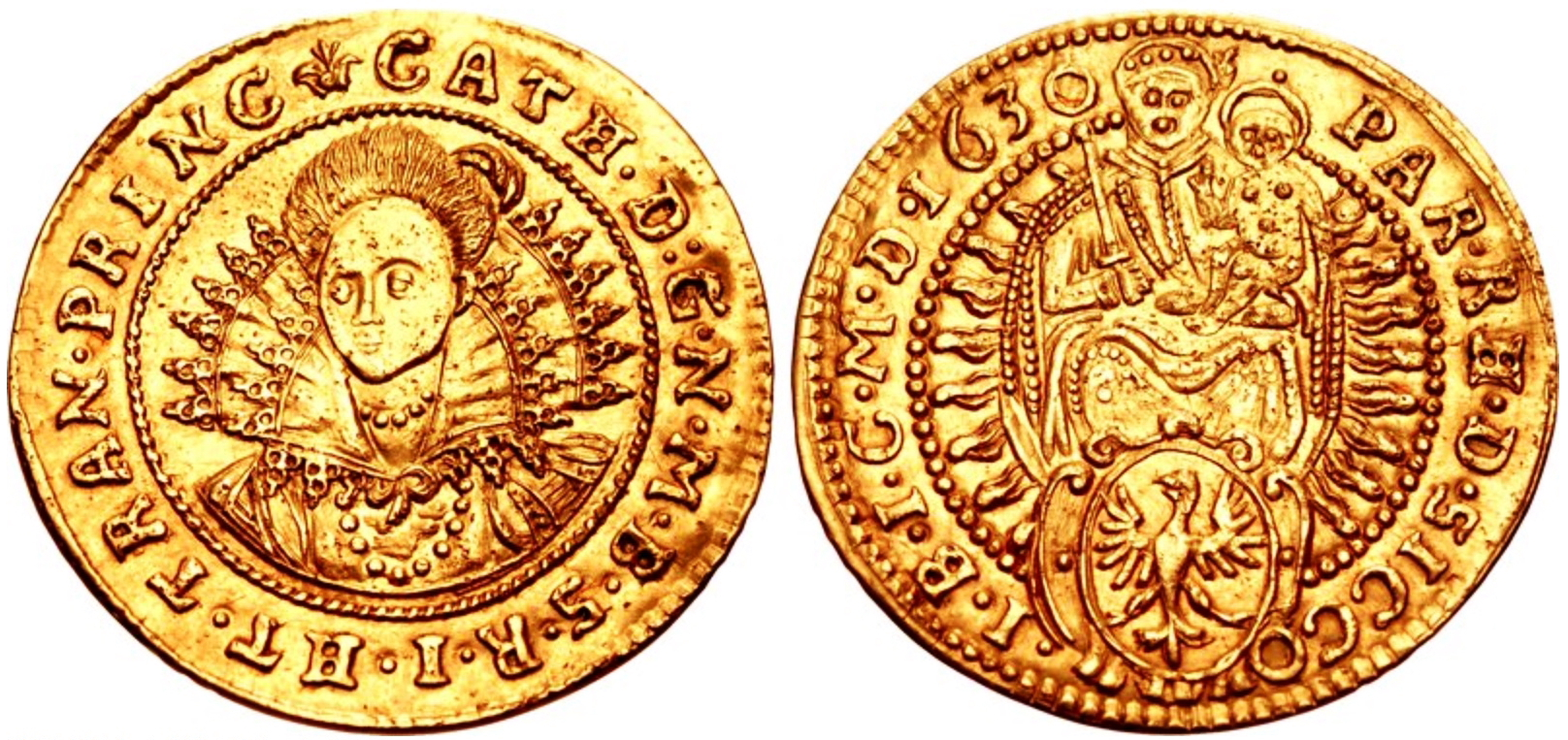
Moeda de Ducado cunhado em 1630 que carrega a imagem da princesa.

A Dieta da Transilvânia aconteceu em Sighișoara, na atual Romênia, no dia 1 de dezembro de 1630. Os nobres católicos ficaram com medo das tropas de Rákóczi. Foi Catarina quem teve de escolher entre os dois candidatos. Foi ela quem votou primeiro, e os nobres seguiram a sua direção. A sua intervenção decidiu o destino da Transilvânia, pois ela foi capaz de obter a aprovação do Sultão do Império Otomano para que Rákóczi fosse colocado no poder, documento o qual ela leu para o Conselho. 
Mais tarde, Czáki conseguiu tirar mais dinheiro de Catarina, e ela teve de processá-lo para recuperar o seu ouro. Em seguida, ela teve um conflito com o príncipe Jorge I Rákóczi, quando ele a privou do domínio de Făgăraș, os únicos bens que lhe restaram de acordo com o testamento de seu marido, além de ter forçado a princesa a adotar o seu filho, Jorge II Rákóczi. Catarina retirou-se para Székesfehérvár e converteu-se à fé católica ,em 1633, na sua propriedade de viúva, em Tokaj. O imperador Fernando II devolveu-lhe, então, a posse das propriedades que haviam segurado em testamento.

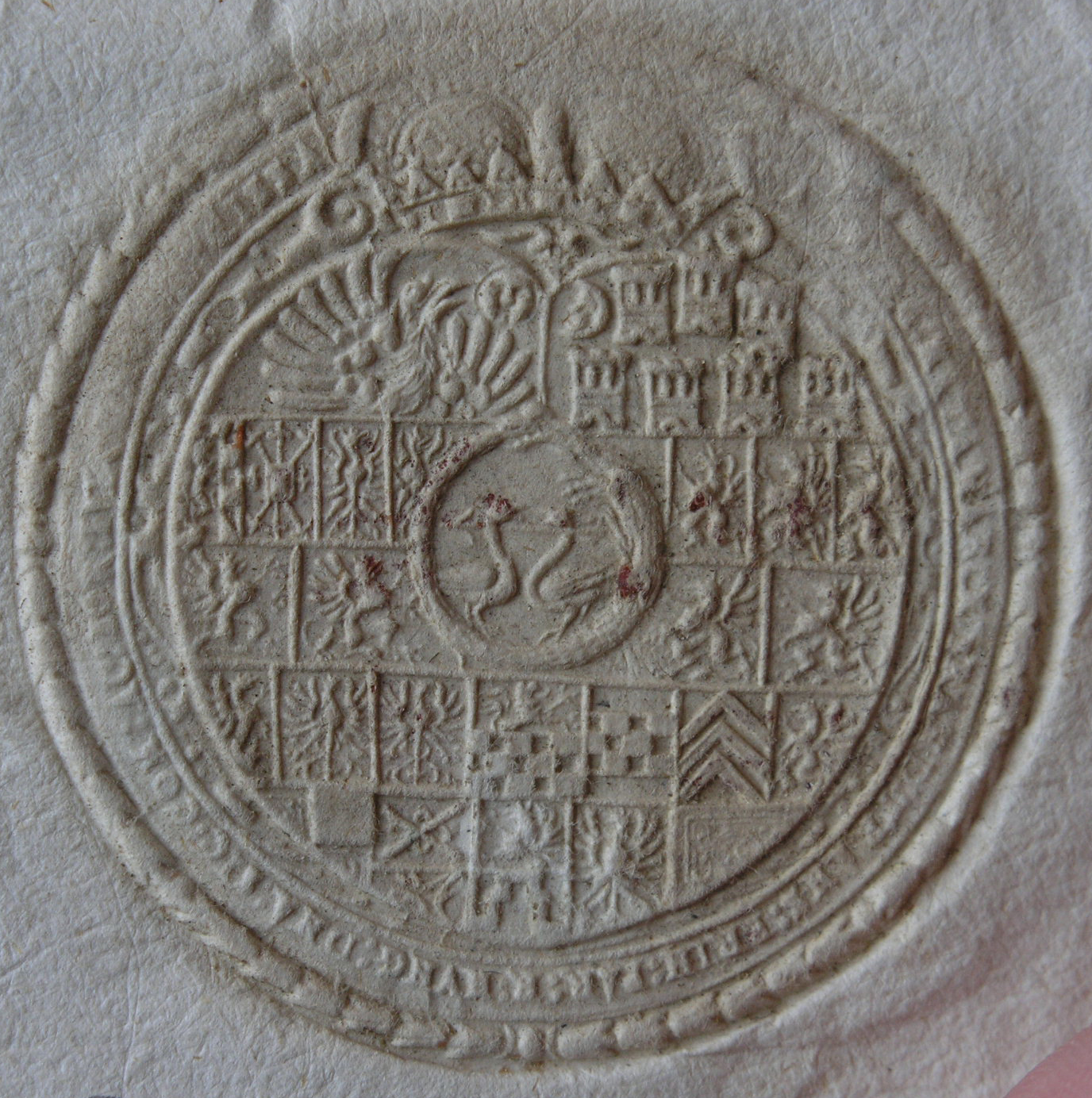
Selo de Catarina de 1638.

### Segundo casamento e morte
Catarina, então, vendeu todos os seus bens na Hungria e deixou a Transilvânia, para nunca mais retornar.  Ela se mudou para a Baixa Saxônia. Em 27 de agosto de 1639, em Odemburgo, Catarina se casou com o príncipe Francisco Carlos de Saxe-Lauemburgo, filho de Francisco II, Duque de Saxe-Lauemburgo e de Maria de Brunsvique-Luneburgo. A primeira esposa dele foi Inês de Brandemburgo, prima de Catarina, que morreu em 1629. 
Catarina faleceu em 27 de agosto de 1649, aos 47 anos, no Castelo de Schöningen, a residência de viúva de sua irmã, Ana Sofia, duquesa de Brunsvique-Luneburgo. A princesa foi sepultada na Igreja de Maria Madalena, em Lauembuergo. Ela não teve filhos de nenhum casamento.